# AT4
El AT-4 es un cañón sin retroceso y una arma antitanque fabricada en Suecia por Saab Bofors Dynamics, en varios países de la OTAN está previsto que reemplaze al lanzacohetes anticarro M72 LAW. La corporación Saab ha logrado un gran éxito de ventas con los cañones sin retroceso AT-4, haciendo de ellos una de las armas antitanque más usadas en el Mundo, esta arma es empleada por la infantería mecanizada para destruir o neutralizar vehículos blindados de combate, búnkeres y puestos de observación enemigos (aunque normalmente no es suficiente para vencer a un carro de combate principal moderno). El arma y su proyectil antitanque son manufacturados como un único dispositivo, esto significa que el tubo lanzador es un dispositivo de un solo uso y es desechado después, como el Panzerfaust alemán o el Pansarskott sueco.

## Desarrollo
El AT-4 es una arma desarrollada a partir del Pansarskott m/68 de 60mm y fue adoptado por el Ejército de Suecia en la década de 1960, así como el m/68, el AT-4 (fabricado en Zakrisdal, en Karlstad, Suecia) fue un diseño de Förenade Fabriksverk. Antes de ser adoptado por el Ejército sueco, el AT-4 participó en una competición para buscar una nueva arma antitanque para el Ejército de los Estados Unidos, el cual, impresionado con esta arma, decidió mejorarla rediseñando algunas piezas como la mira y la correa, después el Ejército estadounidense adoptó el AT-4 como el cañón sin retroceso y arma antitanque M136. El Ejército sueco reconoció las mejoras que le dieron al arma y adoptó esta versión estadounidense del AT-4 con el nombre de Pansarskott m/68 (Pskott m/68). En la década de 1990 se hicieron pruebas con una versión del arma de 120 mm (el calibre del cañón de la mayoría de los tanques principales de combate), con una ojiva capaz de penetrar el blindaje frontal de cualquier tanque principal de combate (MBT, "Main Battle Tank"). Sin embargo, el proyecto fue cancelado debido a la disolución de la Unión Soviética y la reducción del presupuesto para la defensa.

### AT-4 CS
Esta variante del AT-4 ha sido especialmente diseñada para el combate urbano, normalmente un AT-4 puede ser extremadamente peligroso en áreas con edificios y construcciones debido a la alta presión que se produce por el fogonazo, este puede incluso rebotar contra una pared o cualquier objeto grande que este a 15m o menos de la espalda del tirador, al hacer esto, el soldado puede resultar herido. Esta versión «CS» expulsa un líquido por detrás (agua salina) para contrarrestar parte del fogonazo y aunque esta variante es mucho más segura, se han registrado casos de personas heridas al disparar el AT-4 CS en espacios muy estrechos.

## Especificaciones
- Tiempo de vuelo (a 250 metros (820 pies)): menos de 1 segundo
- Temperatura de funcionamiento : −40–60 °C (−40–140 °F)
- Munición: proyectil estabilizado por aletas con ojiva HEAT

## Funcionamiento y uso
El AT-4 es propulsado por gases (generalmente en forma de llama) que son disparados por la parte de atrás del cañón y sirven para impulsar el proyectil fuera del arma, hacia adelante. La fuerza de reacción (hacia atrás) que se produce al hacer el disparo, no actúa sobre el proyectil como en la mayoría de la armas de fuego (pistolas o fusiles), todo el empuje de los gases de ignición es expulsado por atrás y esto casi no produce el característico retroceso. Además, como el cañón sin retroceso no tiene que soportar las altas presiones de los gases que se producen en las balas por ejemplo, puede ser diseñado para ser muy ligero. La desventaja de este mecanismo, es que al ser disparado, se produce un fogonazo muy fuerte hacia atrás que puede causar severas quemaduras y heridas por presión a alguien que esté detrás o al mismo usuario del arma, esto hace del AT-4 un arma difícil de usar en combate en espacios cerrados.
El problema del fogonazo ha sido eliminado con el AT-4 CS (Confined Spaces), esta nueva arma despliega agua salina tras el tubo lanzador cuando se dispara, la cual logra absorber el fogonazo y disminuir masivamente la presión de la onda de choque que se produce. Esta variante del AT-4 permite al soldado disparar a los vehículos enemigos sin exponerse al fuego hostil.
Para disparar, el usuario debe asegurarse de que no haya nadie a sus espaldas, en caso de estar cuerpo a tierra, debe poner sus piernas a un lado para evitar quemarse, debe quitar los dos dispositivos de seguro, amartillar y presionar el botón de disparo. Además, el AT-4 puede tener una mira nocturna retirable. 
Esta arma requiere poco entrenamiento y es muy fácil de usar, no obstante, es muy costosa y su entrenamiento con proyectiles reales se permite muy ocasionalmente. Para practicar, existen versiones del arma que disparan munición trazadora del calibre 9 mm o 20 mm.

## Proyectiles
Hay varios proyectiles diseñados para el AT-4, y ya que es un arma no reutilizable, éstos ya vienen pre-cargados.
- HEAT (High Explosive Anti Tank) (Alto Explosivo Antitanque)

Este tipo de ojiva es de corto alcance, poca zona destructiva y un poder de penetración de hasta 500 mm de blindaje.
- HEDP (High Explosive Dual Purpose) (Alto Explosivo de Propósito Dual)

Este tipo de proyectil normalmente se usa contra edificios y búnkers, puede ser disparado para detonar al impacto o después de algún tiempo.
- HP (High Penetration) (Alta Penetración)

Un proyectil con capacidad de penetrar de 500 a 600 mm de blindaje, también conocido como MAP (Maximum Armor Piercing) en inglés.

## Variantes
M136 AT4 : versión americana con parachoques, miras y eslingas del tubo de lanzamiento modificados.
Rompebúnkeres (AT8): una versión AT4 en la que el proyectil HEAT estándar se reemplaza con la ojiva rompebúnkeres desarrollada para el arma de asalto multipropósito lanzada desde el hombro (SMAW) Mk 153. Nunca se realizaron pedidos.
AT12-T : a principios de la década de 1990, se realizaron pruebas de una versión de carga tándem de 120 mm (Bofors AT 12-T). El arma de 14 kg tenía una penetración declarada de 90 centímetros (35 pulgadas) de RHA,  y en 1994 se demostró que derrotaba dos objetivos pesados únicos de la OTAN inclinados a 68 grados desde la vertical con ERA,  para una línea de- Penetración de mira de 600 mm. Sin embargo, el proyecto fue cancelado debido a la disolución de la Unión Soviética y los posteriores recortes en los presupuestos de defensa occidentales. 

## Operadores
- Argentina:
  - Ejército Argentino[11]
  - Infantería de Marina Argentina[12]
- Brasil
- Chile
- Colombia[8]
  - Policía Nacional de Colombia
- Croacia[13]
- Dinamarca
- Estados Unidos (Fue seleccionado junto con el cañón sin retroceso Carl Gustaf, como arma antitanque del Cuerpo de Marines y el Ejército estadounidense.)
- Francia[14]
- Irlanda
- Irak [15]
- Indonesia[16]
- Lituania[17]
- Malasia[8]
- México
  - Cuerpo de Fuerzas Especiales de México
  - Cártel del Golfo[18]
- Países Bajos
- Polonia[19]
- Reino Unido
- República Dominicana
- Suecia
- Ucrania[20][21][22]
- Venezuela[17]